# Hyalinoecia rubra
Hyalinoecia rubra är en ringmaskart som beskrevs av Langerhans 1880. Hyalinoecia rubra ingår i släktet Hyalinoecia och familjen Onuphidae. Inga underarter finns listade i Catalogue of Life.